# Maryland Deathfest
Das Maryland Deathfest ist ein Musikfestival, das seit 2003 jährlich im US-amerikanischen Baltimore stattfindet. Der musikalische Fokus liegt auf internationalen Bands diverser Spielarten der Genres Extreme Metal (primär Death Metal und Black Metal) und Hardcore (primär Grindcore).

## Geschichte
Das Festival wurde erstmals 2003 von Evan Harting und Ryan Taylor organisiert. Beide kannten sich von der Highschool, arbeiteten in der gleichen Firma und besuchten gemeinsam das Ohio Deathfest, ein kleines Festival im 630 km entfernten Lorain, das um die Jahrtausendwende herum bis 2005 über mehrere Jahre hinweg stattfand. Der Besuch dieses Festivals gab für Harting und Taylor den Ausschlag, ein ähnliches Festival in Baltimore zu organisieren. Das Maryland Deathfest findet jedes Jahr am Wochenende vor dem Memorial Day statt, also am letzten Wochenende im Mai. Eine Regel der Festivalbetreiber ist, dass eine Band maximal drei Mal auf dem Deathfest auftreten darf, um so genügend Auftrittsmöglichkeiten für neue Bands der dargebotenen Genres zu bieten. Einige Ausnahmen von dieser Regel werden gemacht, so trat die aus Baltimore stammende Band Misery Index bisher sechs Mal auf. Die ersten zwei Jahre war der Club Thunderdome in Baltimore Austragungsort des Festivals. Nach einem Jahr im Musikclub House of Rock fand das Festival von 2006 bis 2013 im und vor dem Club Sonar ein Zuhause. 2006 spielten erstmals Bands aus dem deutschsprachigen Raum auf dem Maryland Deathfest, nämlich Pungent Stench aus Österreich und „Hamburgs schnellste Band“ Yacøpsæ. 2008 wurde das Festival auf drei Tage ausgeweitet. 2009 wurde es so groß, dass für die Veranstaltung vor dem Club eine zweite Bühne installiert wurde. 2010 wurde es auf vier Tage ausgeweitet. Ab 2013 wurden in Baltimore zum Festival zugehörige, aber räumlich getrennte Bühnen installiert, was dem Festival seitdem einen dezentralen Charakter gibt. 2014 wurde in der Baltimorer Bar The Sidebar eine vierte Bühne eröffnet, was die Anzahl der auftretenden Bands einmalig auf über 100 steigen ließ. 2017 wurde das Festival auf zwei Bühnen verkleinert.
Zwischen 2010 und 2013 entstanden drei mehrstündige Dokumentationen mit Livemitschnitten, Eindrücken vom Festival und Interviews mit teilnehmenden Bands, die als DVDs vertrieben wurden. 2014 erschien der Dokumentarfilm Welcome to Deathfest der Filmemacher Thomas Grahsler und Alicia Lozano. Der Film wurde zum Teil über eine Crowdfunding-Kampagne finanziert und wurde im Jahr seines Erscheinens auf dem Maryland Film Festival gezeigt. 2015 kam es zu einer kleinen Kontroverse, als die Veranstalter mit dem Rap-Duo Mobb Deep erstmals Musiker außerhalb des Extreme-Metal-Spektrums einluden.
Ab 2015 exportierten die Konzertveranstalter ihr Konzept. Seit 2015 wird im kalifornischen Oakland jährlich das California Deathfest abgehalten, von 2016 bis 2018 das Netherlands Deathfest im niederländischen Tilburg, seit 2018 das Quebec Deathfest im kanadischen Montreal und 2019 das Scandinavian Deathfest in Stockholm. 2017 etablierten die Veranstalter ein zweites Festival in Baltimore, das im Herbst stattfindende Days of Darkness, das thematisch mehr klassischen Metal- und weniger Extreme-Metal- und Hardcore-Bands Raum bietet. 2020 und 2021 fiel das Festival wegen der weltweit grassierenden COVID-19-Pandemie aus. 2023 fiel es aus, da die Veranstalter aus persönlichen Gründen eine Pause einlegen wollten.
Harting und Taylor sind auch weiterhin die verantwortlichen (und mittlerweile hauptberuflichen) Organisatoren des Festivals, dass sich bis 2017 laut Newsweek zum bedeutendsten unabhängigen Festival für extreme Musik entwickelt hatte. Das Decibel-Magazin bezeichnet das Maryland Deathfest als das „vielleicht am meisten verehrteste aller Metal-Festivals“, das für viele eine Art jährliche Wallfahrt darstelle.

## Line-up
| Jahr | Datum              | Tage        | Bühnen      | Bands       | Besucher        | Headliner                                                           |
| --- | ------------------ | ----------- | ----------- | ----------- | --------------- | ------------------------------------------------------------------- |
| 2003 | 23. – 25. Mai 2003 | 3 Tage      | 1 Bühne     | 37 Bands    |                 | Suffocation                                                         |
| Aborted, Abuse, Artery Eruption, Biolich, Bodies in the Gears of the Apparatus, Brodequin, Cinerary, Circle of Dead Children, Commit Suicide, Debodified, Devourment, Dislimb, Drogheda, Foetopsy, Gored, Incinerate, Internal Bleeding, Lehavoth, Leng Tch’e, Leukorrhea, Lust of Decay, Malignancy, Mortal Decay, Necrophagist, Psychotogen, Putrid Pile, Pyrexia, Retch, Rupture Christ, Scumbitch, Severed Head, Sikfuk, Skinless, Soils of Fate, Spawn of Possession, Spinefed, Sublime Cadaveric Decomposition, Suffocation, Suture, Wasteform |                    |             |             |             |                 |                                                                     |
| 2004 | 29. – 30. Mai 2004 | 2 Tage      | 1 Bühne     | 28 Bands    |                 | Repulsion, Macabre                                                  |
| Arsis, Bile, Brodequin, Circle of Dead Children, Exhumed, Fleshtized, Inhume, Internal Suffering, Ion Dissonance, Leng Tch’e, Macabre, Malignancy, Man Must Die, Misery Index, Mortal Decay, Neuraxis, Phobia, Pig Destroyer, Profanity, Repulsion, Rompeprop, Rotten Sound, Swarm of the Lotus, The Red Chord, Vomit Remnants |                    |             |             |             |                 |                                                                     |
| 2005 | 28. – 29. Mai 2005 | 2 Tage      | 1 Bühne     | 28 Bands    |                 | Cryptopsy, Immolation                                               |
| Aborted, Abscess, Amoebic Dysentery, Birdflesh, Bodies Lay Broken, Capharnaum, Cryptopsy, Despised Icon, General Surgery, Ghoul, Gronibard, Immolation, Impaled, Ion Dissonance, Kill the Client, Leng Tch’e, Lord Gore, Misery Index, Pig Destroyer, Prophecy, Putrescence, Regurgigate, Rotten Sound, Screaming Afterbirth, Splatterhouse, Warscars, Wormed, XXX Maniak |                    |             |             |             |                 |                                                                     |
| 2006 | 27. – 28. Mai 2006 | 2 Tage      | 1 Bühne     | 30 Bands    |                 | Dismember, Vital Remains                                            |
| Alarum, Anata, Butcher ABC, Catheter, Cattle Decapitation, Cenotaph, Cliteater, Demilich, Disfear, Dismember, Elmbalmer, Electro Quarterstaff, Gorod (als Gorgasm), Haemorrhage, Machetazo, Magrudergrind, Mesrine, Mucupurulent, Municipal Waste, Necrophagist, Pungent Stench, Rompeprop, Sanitys Dawn, Sayyadina, Severe Torture, Skinless, Total Fucking Destruction, Unholy Grave, Vital Remains, Yacøpsæ |                    |             |             |             |                 |                                                                     |
| 2007 | 26. – 27. Mai 2007 | 2 Tage      | 1 Bühne     | 28 Bands    |                 | Zyklon, Brutal Truth                                                |
| Birdflesh, Brutal Truth, Cock and Ball Torture, Cripple Bastards, Dead Infection, Exhale, Extreme Noise Terror, Flagitious Idiosyncrasy in the Dilapidation, Foetopsy, Fuck the Facts, General Surgery, Ghoul, Gorod, GUT, Jigsaw Terror, Malevolent Creation, Misery Index, Nunwhore Commando 666, Odious Mortem, Putrescence, Regurgigate, Retaliation, Rotten Sound, Saprogenic, Skitsystem, The Rotted (als Gorerotted), Vomitory, Zyklon |                    |             |             |             |                 |                                                                     |
| Jahr | Datum              | Tage        | Bühnen      | Bands       | Besucher        | Headliner                                                           |
| 2008 | 23. – 25. Mai 2008 | 3 Tage      | 1 Bühne     | 37 Bands    |                 | Grave, Anaal Nathrakh, Nuclear Assault                              |
| Afgrund, Anaal Nathrakh, Behold… The Arctopus, Blood Duster, Circle of Dead Children, Coffins, Copremesis, Decrypt, Defeated Sanity, Defeatist, Disfear, Dying Fetus, Engorged, Flesh Parade, Fuck I’m Dead, Gadget, Ghoul, Grave, Gruesome Stuff Relish, Hellnation, Impaled, Infected Malignity, Ingrowing, Japanische Kampfhörspiele, Kalibas, Keitzer, Macabre, Martyr, Monstrosity, Nuclear Assault, Phobia, Skarp, Squash Bowels, The Day Everything Became Nothing, Torsofuk, Trap Them, Waco Jesus |                    |             |             |             |                 |                                                                     |
| 2009 | 22. – 24. Mai 2009 | 3 Tage      | 2 Bühnen    | 54 Bands    | 6000            | Asphyx, Bolt Thrower, Pestilence                                    |
| Abscess, Absu, Agenda of Swine, Antigama, Asphyx, Atheist, Aura Noir, Birdflesh, Bolt Thrower (Samstag und Sonntag), Brutal Truth, Car Bomb, Catheter, Cattle Decapitation, Cephalic Carnage, Crowpath, Despise You, Deströyer 666, Devourment, Drugs of Faith, Flesh Parade, General Surgery, Ghoul, Grief, Hail of Bullets, Hero Destroyed, Immolation, Jig-Ai, Kill the Client, Lair of the Minotaur, Magrudergrind, Man Must Die, Mayhem, Misery Index, Napalm Death, Pestilence, Phobia, Pig Destroyer, Pigsty, Pretty Little Flowers, Rotten Sound, Sigh, Sayyadina, Splitter, The Endless Blockade, The Red Chord, Trap Them, Triac, Unearthly Trance, Venomous Concept |                    |             |             |             |                 |                                                                     |
| 2010 | 27. – 30. Mai 2010 | 4 Tage      | 2 Bühnen    | 66 Bands    |                 | Gorguts, Autopsy, Sodom                                             |
| ! T.O.O.H !, Asphyx, Autopsy, Birdflesh, Birds of Prey, Black Breath, Blood Duster, Capitalist Casualties, Captain Cleanoff, Coffins, Converge, Crucifist, Deceased, Defeatist, Dirty Rotten Imbeciles, Entombed, Ex-Dementia, Eyehategod, Fang, Fuck the Facts, From Ashes Rise, General Surgery, Gorguts, Gorod, Gride, Gridlink, Honkey Kong, Howl, Impaled, Incantation, Ingrowing, Iron Lung, Jesus Crost, Jucifer, Krallice, Magrudergrind, Malignancy, Mass Grave, Melechesh, Nazxul, Necrophobic, Nekromantheon, Nirvana 2002, Obituary, Obliteration, Pentagram, Pestilence, P.L.F., Portal, Possessed, Putrescence, Repulsion, Rompeprop, Rottenness, Sadistic Intent, Sulaco, Surroundings, Swarm of the Lotus, The Chasm, The Communion, Tombs, Total Fucking Destruction, Verbal Abuse, Watain, Wolfbrigade, Xbrainiax |                    |             |             |             |                 |                                                                     |
| 2011 | 26. – 29. Mai 2011 | 4 Tage      | 2 Bühnen    | 62 Bands    |                 | Neurosis, Coroner, Voivod                                           |
| Acid Witch, Aura Noir, Avulsed, Bad Acid Trip, Bastard Noise, Blood Freak, Buzzov*en, Cathedral, Cianide, Citizens Arrest, Coroner, Corrosion of Conformity, Creative Waste, Cretin, Cripple Bastards, Doom, Dead Congregation, Defeated Sanity, Doubled Over, Dropdead, Exhorder, Exhumed, Extortion, Flesh Parade, Funebrarum, Ghost, Gravehill, Hail of Bullets, Hooded Menace, Impaled Nazarene, In Solitude, Innumerable Forms, Inquisition, Kylesa, Lack of Interest, Last Days of Humanity, Machetazo, Malignant Tumour, Mammoth Grinder, Marduk, Masakari, Miasmal, Nails, Neurosis, Nightbringer, Nocturnal, Noisear, Nokturnel, Nuclear Assault, Nunslaughter, Oak, Orange Goblin, Pulling Teeth, Repugnant, Shitstorm, Skinless, The Impalers, The Kill, Tragedy, Voivod, Witchaven, Wormed |                    |             |             |             |                 |                                                                     |
| 2012 | 24. – 27. Mai 2012 | 4 Tage      | 2 Bühnen    | 57 Bands    |                 | Godflesh, Morbid Angel, Electric Wizard                             |
| Absu, Agalloch, Agents of Abhorrence, Anvil, Archgoat, Artillery, Autopsy, Backslider, Bethelehem, Black Witchery, Bloody Phoenix, Brujeria, Castevet, Church of Misery, Coke Bust, Cough, Demigod, Demonical, Deviated Instinct, Die Pigeon Die, Disma, Dragged into Sunlight, Electric Wizard, Extermination Angel, Eyehategod, Ghoul, Godflesh, Haemorrhage, Hellbastard, Horna, Infernal Stronghold, Looking for an Answer, Macabre, Morbid Angel, Morbid Saint, Morgoth, Mortuary Drape, Napalm Death, Nashgul, Nasum, Nausea, Needful Things, Negura Bunget, Noothgrush, October 31, Pentagram (Chile), Rorschach, Rwake, Saint Vitus, Sargeist, Setherial, Suffocation, The Devil’s Blood, Today is the Day, Tsjuder, Ulcerate, Unsane |                    |             |             |             |                 |                                                                     |
| Jahr | Datum              | Tage        | Bühnen      | Bands       | Besucher        | Headliner                                                           |
| 2013 | 23. – 26. Mai 2013 | 4 Tage      | 3 Bühnen    | 70 Bands    |                 | Venom, Carcass                                                      |
| Abigail, Ahumado Granujo, Ambassador Gun, Anhedonist, Antaeus, Aosoth, Asthma Castle, Benediction, Bolt Thrower, Broken Hope, Carcass, Citizens Arrest, Cobalt, Contrastic, Converge, Convulse, Cruciamentum, Deiphago, Disciples of Christ, Down, Eddie Brock, Evoken, Full of Hell, Glorior Belli, Gride, Heartless, Hellshock, Ihsahn, Ilsa, Infest, Ingrowing, Iniquity, Integrity, Iron Lung, Kommandant, Krömosom, Like Rats, Loss, Magrudergrind, Manilla Road, Massgrav, Melvins, Midnight, Old Lines, Pagan Altar, Pallbearer, Pelican, Pentagram, Pig Destroyer, Repulsion, Revenge, Righteous Pigs, Ringworm, Rotten Sound, Sacred Reich, Sete Star Sept, Sleep, Speedwolf, Speedwolf, Terveet Kädet, The Obsessed, Tinner, Tragedy, Venom, Vinterland, Vitamin X, Wake, Weedeater, Weekend Nachos |                    |             |             |             |                 |                                                                     |
| 2014 | 22. – 25. Mai 2014 | 4 Tage      | 5 Bühnen    | 102 Bands   |                 | Candlemass, My Dying Bride                                          |
| ACxDC, Aeternus, Agalloch, Archagathus, Ashencult, Asphyx, At the Gates, Bastard Sapling, Birdflesh, Black Breath, Bolzer, Bongripper, Cancer, Candlemass, Capitalist Casualties, Casket, Castevet, Cemetery Piss, Coffins, Creative Waste, Cripple Bastards, Crowbar, Crypter, Dark Angel, Death Toll 80k, Diocletian, Diocletian, Dopecopper, Dropdead, Enabler, Endorphins Lost, Enthroned, Entrails, Excruciating Terror, Extinction of Mankind, Final Conflict, Goat Torment, God Macabre, Gorguts, Graves at Sea, Hooded Menace, Immolation, Impaled, Incantation, Inquisition, Internal Rot, Inverted Trifixion, Kill the Client, Left for Dead, Machetazo, Maruta, Mesrine, Mgla, Misery Index, Monger, Mutilation Rites, My Dying Bride, Necros Christos, Nightbitch, Nocturnus AD, Noothgrush, Old Lines, Orator, Pneumatic Slaughter, Pneumatic Slaughter, Pseudogod, Putrisect, Ratos de Porao, Sacrifice, Sarke, Seven Sisters of Sleep, Shitstorm, Sick/Tired, Skelptarsis, Soft Dov, Soilent Green, Sourvein, Stapled Shut, Symbolic, Sólstafir, Taake, Tankard, The Church Of Pungent Stench, The Pilgrim, The Ruins of Beverast, Theories, Tomb Stalker, Torche, Ulcerate, Uncle Acid and the Deadbeats, Unholy Grave, Unleashed, Victims, Visceral Disgorge, War Master, Whitehorse, Windhand, Wounded Giant, Wrathprayer, Yautja, ??? |                    |             |             |             |                 |                                                                     |
| 2015 | 21. – 24. Mai 2015 | 4 Tage      | 4 Bühnen    | 89 Bands    | 24.000          | Amorphis, Sodom, Razor, Bloodbath, Arcturus                         |
| Adversarial, Aeternus, Agoraphobic Nosebleed, Amorphis, Anaal Nathrakh, Antigama, Arcturus, Artificial Brain, Aura Noir, Backslider, Blood Red Throne, Bloodbath, Bulldozer, Cephalic Carnage, Chainsaw to the Face, Cianide, Coke Bust, Conan, Corrupt Leaders, Darkened Nocturn Slaughtercult, Demilich, Demoncy, Devourment, Dirty Rotten Imbeciles, Drawn and Quartered, Early Graves, Einherjer, Engorged, Flagitious Idiosyncrasy in the Dilapidation, Fulgora, Full of Hell, Funebrarum, Ghoul, Gnaw Their Tongues, Grin and Bear It, Homewrecker, Impetuous Ritual, Inter Arma, Internal Bleeding, Iron Man, Jex Thoth, Knelt Rote, Lock Up, Lycanthrophy, Mantar, Martyrdöd, Masacre, Master, Melt Banana, Mobb Deep, Morpheus Descends, Mortal Decay, Mother Brain, Napalm Death, Nekrofilth, Neurosis, Noisear, Noxa, Obituary, Origin, P.L.F, Pizzahifive, Portal, Primitive Man, Primordial, Prosanctus Inferi, Razor, Serpentine Path, Skepticism, Skinless, Solstice, Spazztic Blurr, Splatterhouse, Suffocation, Thantifaxath, Tombs, Triac, Triptykon, Tsjuder, Twilight of the Gods, Ufomammut, Usnea, Vallenfyre, Vattnet Viskar, Vulcano, Water Torture, Winter, Wolfbrigade, YOB |                    |             |             |             |                 |                                                                     |
| 2016 | 26. – 29. Mai 2016 | 4 Tage      | 4 Bühnen    | 91 Bands    | 24.000          | Testament, Venom, Mayhem                                            |
| Angelcorpse, Atrophy, Auroch, Bongripper, Bongzilla, BruceXCampbell, Buzzov*en, Centinex, Claudio Simonetti’s Goblin, Craft, Crypt Sermon, DOOM, Dead Church, Dehumanized, Demolition Hammer, Demonic Christ, Demonical, Denouncement Pyre, Deranged, Desaster, Despise You, Disgorge, Dragged into Sunlight, Earth, Excel, Exciter, General Surgery, Gets Worse, Grave Miasma, Ground, Gruesome, Gruesome, Haemorrhage, Hail of Bullets, Hellbringer, Hemdale, Hirax, Horrendous, Impaled Nazarene, Incantation, Infest, Interment, Jungle Rot, Khold, Magrudergrind, Malignant Tumour, Mayhem, Mitochondrion, Mystifier, Negative Approach, Nocturnal Graves, November’s Doom, Nuclear Assault, Paradise Lost, Phobocosm, Priapus, Putrescence, Putrid Pile, Repulsion, Ringworm, Rotten Sound, Samael, Sanitys Dawn, Satan, Saturnalia Temple, Secrets of the Moon, Severe Torture, Severed Head of State, Shed the Skin, Sick Fix, Sick of Stupidity, Six Brew Bantha, Skullshitter, Svarttjern, Test, Testament, The Afternoon Gentlemen, The Haunted, The Offering, Tragedy, Tulus, Venom, Visceral Disgorge, Waco Jesus, Weedeater, Whoresnation, Wombbath, Wormed, Yacøpsæ, Zhrine |                    |             |             |             |                 |                                                                     |
| 2017 | 25. – 28. Mai 2017 | 4 Tage      | 2 Bühnen    | 72 Bands    |                 | Candlemass, Autopsy, Morbid Angel, Tiamat                           |
| Acheron, Acid King, Agoraphobic Nosebleed, Akercocke, Autopsy, Behexen, Birdflesh, Brodequin, Candlemass, Captain Cleanoff, Chepang, Cognitive, Conan, Crud, Cryptopsy, Decrepit Birth, Die Choking, Disparo, Dopethrone, Embalmer, Encoffination, Ex-Dementia, Exhumed, Exumer, Father Befouled, Fiend, Fissure, Flash Out, Fucking Invincible, Genocide Pact, Goolagoon, Goratory, Gorgasm, GosT, Grave, In the Woods…, Insect Warfare, Iron Lung, Junior Bruce, Kerasphorus, Macabre, Malignancy, Meth Leppard, Morbid Angel, Morbid Saint, Mother Brain, Myxoma, Necropsy, Night Raids, Nightbringer, Noothgrush, Nordjevel, Occultist, October Tide, Oranssi Pazuzu, Organ Dealer, P.L.F, Root, Samothrace, Sargeist, Siege, Skeletal Remains, Stormtroopers of Beer, SubRosa, Suppression, Terrorizer, Tiamat, Torture Rack, UADA, Usurper, UxDxSx, Vader, War Master |                    |             |             |             |                 |                                                                     |
| Jahr | Datum              | Tage        | Bühnen      | Bands       | Besucher        | Headliner                                                           |
| 2018 | 24. – 27. Mai 2018 | 4 Tage      | 2 Bühnen    | 73 Bands    |                 | Satyricon, Suffocation, Godflesh                                    |
| -(16)-, Abhomine, Arkhon Infaustus, Ascended Dead, Bandit, Bestial Evil, Blood Incantation, Blurring, Bolzer, Bound by the Grave, Broken Hope, Cognizant, Coven, Cripple Bastards, Defeated Sanity, Destroyed in Seconds, Dodheimsgard, Durian, Dusk, Enemy Soil, Evoken, Eyehategod, Fluoride, Future Terror, Gasp, Gateway Hell, God Dethroned, Godflesh, Gonkulator, Gutted, Helmet, Horrible Earth, Incantation, Integrity, Khemmis, Lord Gore, Mantar, Master’s Hammer, Misery Index, Morta Skuld, Mortal Decay, Neolithic, Opera IX, Pavel Chekov, Perdition Temple, Pessimist, Petrification, Phrenelith, Pig Destroyer, Plagues, Prong, Pulmonary Fibrosis, Pure Hiss, Reeking Cross, Ritual Necromancy, Sadistic Intent, Satyricon, Sinister, Sinmara, Stimulant, Sublime Cadaveric Decomposition, Suffering Hour, Suffocation, Test, Thantifaxath, The Ruins of Beverast, The True Mortem, Today is the Day, Torn the Fuck Apart, Ufomammut, Violation Wound, Viscera Infest, Wormrot |                    |             |             |             |                 |                                                                     |
| 2019 | 23. – 26. Mai 2019 | 4 Tage      | 2 Bühnen    | 73 Bands    |                 | Immolation, Vomitory, Mortician                                     |
| Abyssal, Accused A.D., Ampallang Infection, Anaal Nathrakh, Asylum, Benediction, Beton, Blood, Borknagar, Brutality, Carnivore A.D., Church of Misery, Churchburn, Coffin Dust, Come to Grief, Daeva, Dead in the Manger, Deicide, Deletere, Devourment, Dirty Rotten Imbeciles, Disassociate, Disharmonic Orchestra, Dropdead, Embludgeonment, Endorphins Lost, Fleshcrawl, Full of Hell, Grotesque Organ Defilement, Ground, Guttural Secrete, Hard Charger, Hell Bent, Hummingbird of Death, Indian, Immolation, Inhumation, Lich King, Lowlife, Majestic Downfall, Malignancy, Merrimack, Messiah, Mortician, Mortuary, Naglfar, Neckbeard Deathcamp, Obliteration, Ordeals, Outre-Tombe, Pestilence, Primitive Man, Regurgitation, Revenge, Rippikoulo, Scour, Sorrower, Spectral Voice, Squash Bowels, Sulaco, Tchornobog, The Chasm, Theories, Tomb Mold, Tormentor, Total Fucking Destruction, True Black Dawn, Unleashed, Vanum, Vault Dweller, Voivod, Vomitory, Zemial |                    |             |             |             |                 |                                                                     |
| 2022 | 26. – 29. Mai 2022 | 4 Tage      | 5 Bühnen    | 89 Bands    |                 | Autopsy, Carcass, Cavalera Conspiracy, Deicide, Hypocrisy, Obituary |
| Acid Witch, Antichrist Siege Machine, Asthma Castle, Atheist, Autopsy, Backslider, Bile, Birdflesh, Blood Feast, Blood Incantation, Bowel Erosion, Cadaveric Incubator, Cancer, Carcass, Cardiac Arrest, Cavalera Conspiracy, Cephalic Carnage, Cerebral Rot, Cloud Rat, Coroner, Crossspitter, Dark Fortress, Deeds of Flesh, Deicide, Demilich, Demolition Hammer, Destruction, Devil Master, Divine Eve, Drawn and Quartered, Enforced, Exhorder, Frizzi 2 Fulci, Ghoul, Gravesend, Graveyard, Human Effluence, Hypocrisy, Immolation, Impaled, Imprecation, Infest, Malformity, Malignant Altar, Massacre, Miasmatic Necrosis, Monstrosity, Mortician, Mortiferum, Napalm Raid, Necrofier, Necrophobic, No/Mas, Nocturnus AD, November’s Doom, Nunslaughter, Obituary, Onslaught, Panzerfaust, Pink Mass, Primitive Man, Profanatica, Pungent Stench, Putrid Pile, Pyrexia, Retching Pus, Rottrevore, Sacramentum, Sacrilegia, Scorched, Shock Narcotic, Skeletal Remains, Spite, Squash Bowels, Suffering Hour, Suffocation, Sulfuric Cautery, The Ruins of Beverast, Throaat, Triptykon, Triumph of Death, UADA, Vio-Lence, Warfuck, Warmask, Whoresnation, Yautja, Zombie Assault |                    |             |             |             |                 |                                                                     |
| 2023 | ausgefallen        | ausgefallen | ausgefallen | ausgefallen | ausgefallen     | ausgefallen                                                         |
| 2024 | 23.–26. Mai 2024   | 4 Tage      | 3 Bühnen    | 87 Bands    |                 | Sodom, Bloodbath, Dismember, My Dying Bride, Abbath, Grave          |
| 1349, Abbath, Agalloch, Ahab, Archagathus, Archgoat, Arcturus, Artificial Brain, At War, Aura Noir, Avulsed, Beheaded, Bloodbath, Blue Holocaust, Bølzer, Brodequin, Broken Hope, Cemetery Piss, Cenotaph, Chthe’ilist, Contaminated, Cryptopsy, Daeva, Deathhammer, Defeated Sanity, Depulsed, Derkéta, Dismember, Dread Sovereign, Drugs of Faith, Esoteric, Extortion, Forbidden, Fossilization, Gorguts, Grave Miasma, Haemorrhage, Imperialist, Impure, Incinerate, Inhume, Internal Suffering, Intestinal Disgorge, Intimidation Display, Iron Lung, Jig-Ai, Kontusion, Kurnugia, Lack Of Interest, Mayhem, Mork, Morta Skuld, Mortuary Drape, Necessary Death, Nest, Ninth Realm, Nixil, Noctem, Noisy Neighbors, Nuclear Tomb, One Master, Organ Failure, Perdition Temple, PoonTickler, Primordial, Putrisect, Ripper, Sacrifice, Severe Torture, Siege Column, Sinmara, Sissy Spacek, Skinless, Sodom, Soilent Green, Spectral Voice, Spectral Wound, Spirit Possession, Stabbing, Torturous Descent, Vacant Eyes, Vermin Womb, Vomi Noir, Vomitory, Weekend Nachos, Yacøpsæ, Yellow Eyes |                    |             |             |             |                 |                                                                     |
| Jahr | Datum              | Tage        | Bühnen      | Bands       | Besucher        | Headliner                                                           |
| 2025 | 21.–24. Mai 2025   | 4 Tage      | 5 Bühnen    | 98 Bands    | 10.000 Besucher | Asphyx, Benediction, Paradise Lost                                  |
| 324, Abraded, Altar of Gore, Arizmenda, Asphyx, Atrophy, Benediction, Black Curse, Blood Red Throne, Blood Spore, Cancer, Caustic Wound, Cenotaph, Chained To The Bottom Of The Ocean, Civerous, Coke Bust, Couple Skate, Cripple Bastards, Cult of Fire, Cynic, Dark Funeral, Devourment, Dragged Into Sunlight, Dripping, Dusk, Encenathrakh, Evoken, Excel, Failure, Father Befouled, Flesh Grinder, Flesh Hoarder, Flesh Parade, Gates of Ishtar, General Surgery, Goat Torment, Gorgasm, Gutalax, Haggus, Havukruunu, Head of the Baptist, Hirax, Hulder, Human Artifacts, Imperial Crystalline Entombment, Incantation, Kampfer, Krisiun, Kronos, LIK, Malignancy, Martyrdöd, Mephitic Corpse, Molested Divinity, Morgue Breath, Mournful Congregation, Necropsy Odor, Negative Plain, Nile, Nordjevel, Obituary, Obscene, Of Feather and Bone, Orange Goblin, Paradise Lost, Pentagram, Primitive Warfare, Psudoku, Razor, Ruin Lust, Saccage, Satan’s Satyrs, Shape of Despair, Shed the Skin, Sigh, Skepticism, Tankard, Triage, Tribulation, Triptykon, Unleashed, Unto Others, Weregoat, Witchcraft, Witchtrap, Wormed, Wormrot |                    |             |             |             |                 |                                                                     |